# Gornja Kupčina
Gornja Kupčina is een plaats in de gemeente Jastrebarsko in de Kroatische provincie Zagreb. De plaats telt 195 inwoners (2001).